# Arne Hagberg
Arne Hagberg, född 5 maj 1919 i Partille, död 19 januari 2011, var en svensk växtgenetiker.
Hagberg disputerade 1953 vid Lunds universitet. Han var 1979–1985 professor i kulturväxternas genetik och förädling vid Sveriges lantbruksuniversitet i Svalöv. Han invaldes 1973 som ledamot av Skogs- och Lantbruksakademien och blev 1974 ledamot av Vetenskapsakademien.